# Erzbistum Port-au-Prince
Das Erzbistum Port-au-Prince (lateinisch Archidioecesis Portus Principis) ist eine in Haiti gelegene römisch-katholische Erzdiözese mit Sitz in Port-au-Prince.

## Geschichte
Das Erzbistum Port-au-Prince wurde am 3. Oktober 1861 durch Papst Pius IX. aus Gebietsabtretungen des Erzbistums Santo Domingo errichtet. Am 25. Februar 1988 gab das Erzbistum Port-au-Prince Teile seines Territoriums zur Gründung des Bistums Jacmel ab.
Am 12. Januar 2010 wurde die Kathedrale des Erzbistums Port-au-Prince durch ein Erdbeben zerstört. Der Erzbischof von Port-au-Prince, Joseph Serge Miot, starb bei dem Erdbeben.

## Erzbischöfe von Port-au-Prince
- Martial Testard du Cosquer, 1863–1869
- Alexis Guilloux, 1870–1885
- Constant-Mathurin Hillion, 1886–1890
- Giulio Tonti, 1894–1902, dann Apostolischer Nuntius in Brasilien
- Julien Conan, 1903–1930
- Joseph-Marie Le Gouaze, 1930–1955
- François Poirier, 1955–1966
- François-Wolff Ligondé, 1966–2008
- Joseph Serge Miot, 2008–2010
- Guire Poulard, 2011–2017
- Max Leroy Mésidor, seit 2017